# Alusil
Alusil is een hypereutectische aluminium-silicium-legering die wordt toegepast als vervanging van cilindervoeringen bij verbrandingsmotoren. 
Alusil bestaat voor ongeveer 78% uit aluminium en voor 17% uit silicium. Het werd in 1927 bedacht door Schweizer & Fehrenbach van de Badener Metallwaren Fabrik in Baden-Baden en al in hetzelfde jaar toegepast door Lancia. Het werd doorontwikkeld door Kolbenschmidt, een dochteronderneming van Rheinmetall. Het silicium-oppervlak is grof genoeg om smeerolie vast te houden en het is een goed oppervlak voor lagers. 
Vanaf de uitvinding door Mahle in 1967 werd vooral Nikasil toegepast, tot BMW in 1996 problemen kreeg omdat de zwavelhoudende brandstof in delen van de Verenigde Staten en in het Verenigd Koninkrijk de Nikasilcoating aantastte. Het probleem bezorgde de BMW 850Ci een slechte naam, waarna BMW overstapte op Alusil.
Alusil werd (wordt) onder meer toegepast in de volgende motoren:
- Audi 2.4 V6
- Audi 3.2 FSI V6
- Audi 4.2 FSI V8
- Audi 4.2 MPI V8
- Audi 5.2 FSI V10
- Audi/Volkswagen 6.0 W12
- BMW M52 zescilinder
- BMW M54 zescilinder
- BMW M62 V8
- BMW M70/M73 V12
- BMW N52 zescilinder
- BMW N62 V8
- BMW N63 V8
- BMW S65 en S85 M-motoren
- Mercedes-Benz 560 SEL M117 V8
- Mercedes-Benz M112 V6
- Mercedes-Benz M113 V8
- Mercedes-Benz M119 V8
- Porsche 924S viercilinder
- Porsche 928 V8
- Porsche 944 viercilinder
- Porsche 968 viercilinder
- Porsche Cayenne V8